# Begraafplaats van Schaarbeek

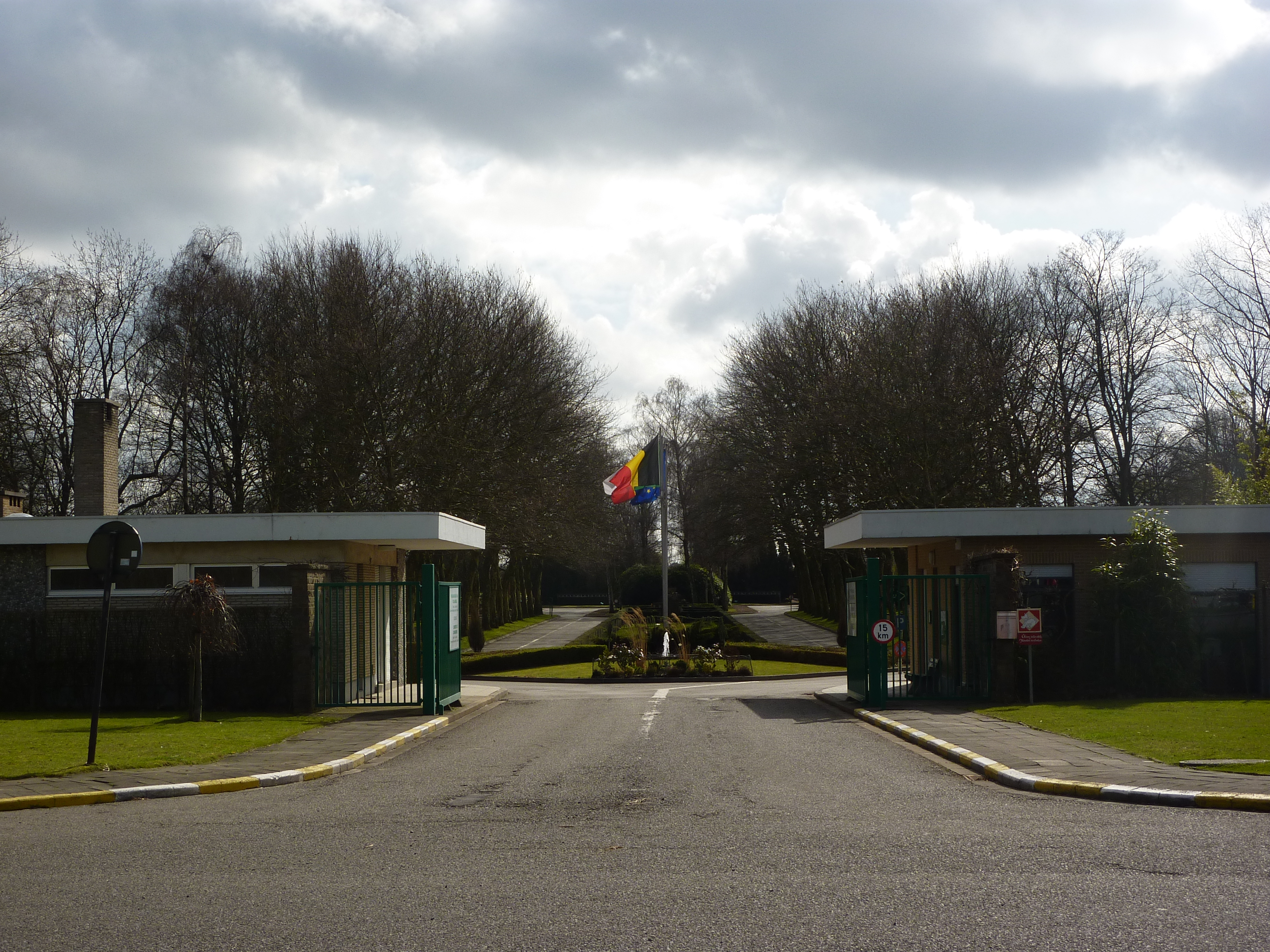
Ingang van de begraafplaats van Schaarbeek

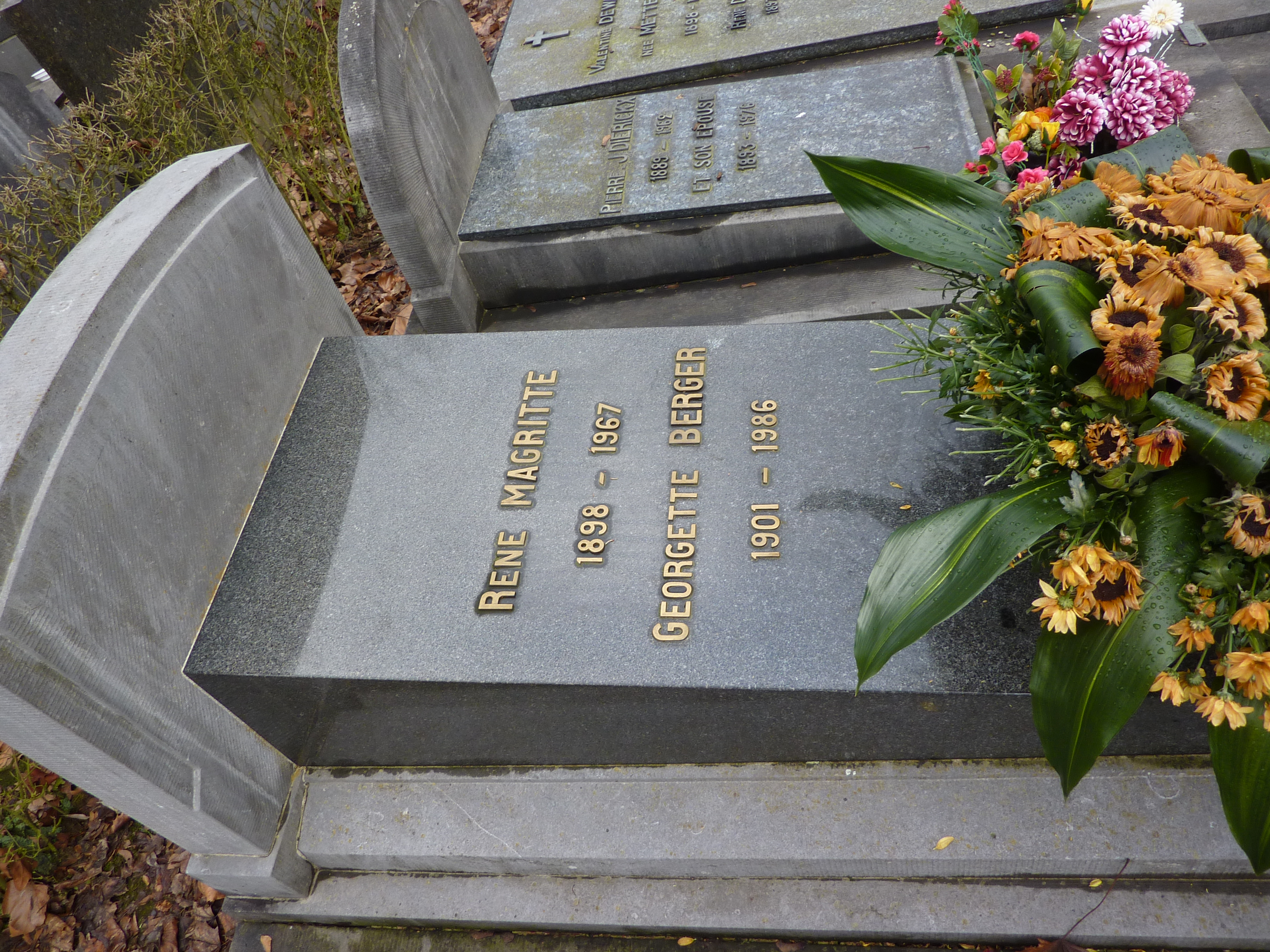
Graf van René Magritte en zijn echtgenote Georgette

De begraafplaats van Schaarbeek is een gemeentelijke begraafplaats van de Belgische gemeente Schaarbeek in het Brussels Hoofdstedelijk Gewest. De begraafplaats ligt echter niet op het grondgebied van Schaarbeek, maar deels op dat van de Brusselse gemeente Evere en deels op het grondgebied van Sint-Stevens-Woluwe, een deelgemeente van Zaventem in het Vlaams Gewest.
De begraafplaats sluit in het westen aan op de gemeentelijke begraafplaats van Evere; beide worden soms als een geheel beschouwd. Ten westen van de begraafplaatsen van Evere en Schaarbeek ligt de stedelijke begraafplaats van Brussel, weliswaar op het grondgebied van Evere.
De oude begraafplaats van Schaarbeek lag sinds 1868 in het oosten van de gemeente Schaarbeek, dicht bij de grens met Evere in de wijk Terdelt. In 1953 werd de gemeente eigenaar van 25 ha grond om een nieuwe begraafplaats in te richten. De oude begraafplaats sloot in 1970, werd in 1972 buiten dienst gesteld en dat terrein werd omgevormd tot sportcomplex en het Schaarbeekse Albertpark.

## Bescherming
In 2009 werd op de begraafplaats het graf van René Magritte en zijn echtgenote Georgette als monument beschermd.

## Bekende personen

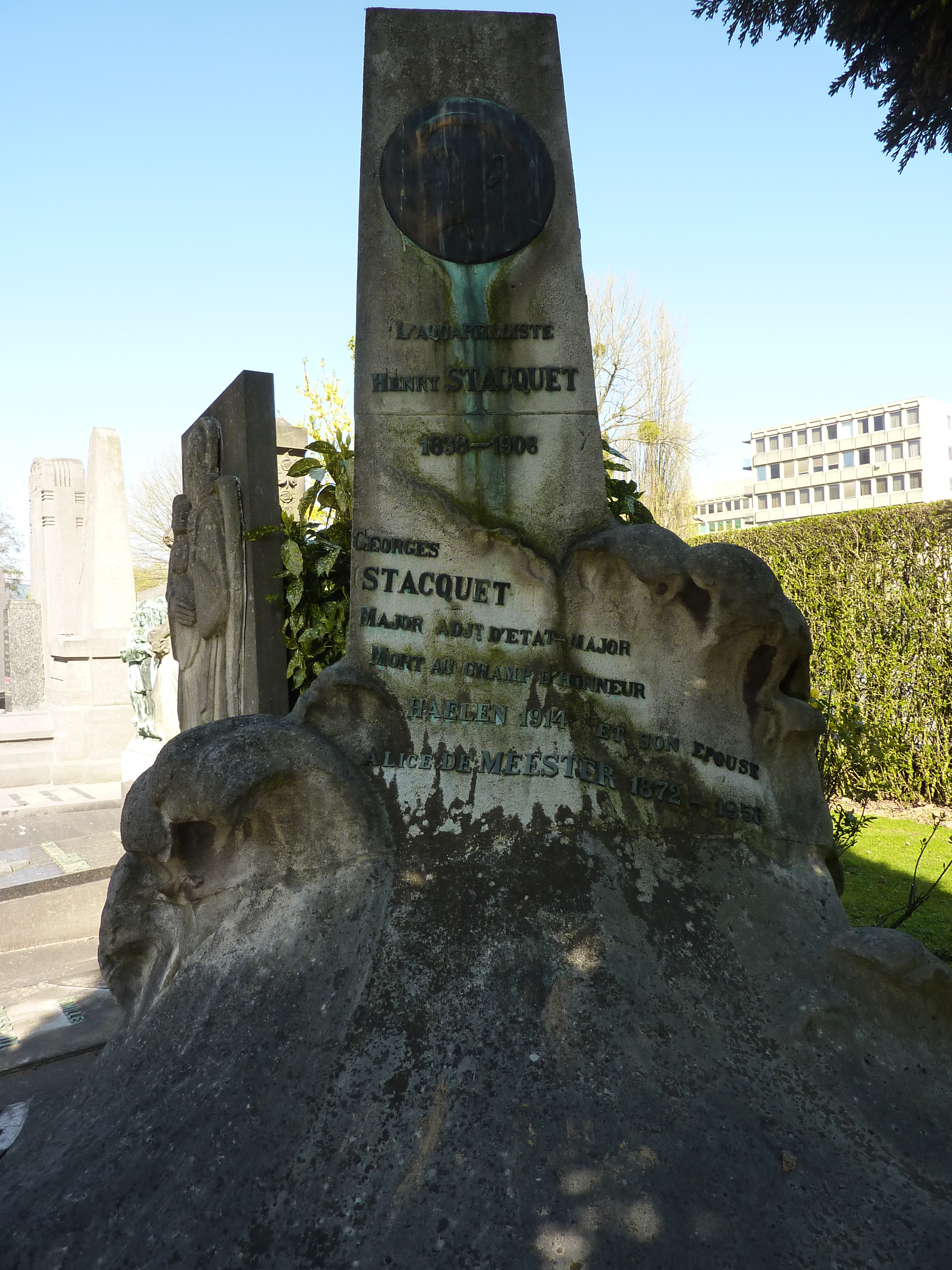
Tombe van Henry Stacquet

- Louis Bertrand (1856-1943), politicus
- Andrée de Jongh (1916-2007), verzetsstrijder
- Ernest Cambier (1844-1909), ontdekkingsreiziger
- Henri Jaspar (1870-1939), politicus
- Elie Lambotte (1856-1912), medicus
- René Magritte (1898-1967), surrealistisch schilder, en zijn echtgenote Georgette Berger (1900-1986)
- Marcel Mariën (1920-1993), dichter en kunstenaar
- Gabrielle Petit (1893-1916), verzetsstrijdster uit de Eerste Wereldoorlog
- Gustave Saintenoy (1832-1892), architect
- Henry Stacquet (1838-1906), schilder
- Léon van den Haute (1887-1931), sportjournalist en stichter van de Ronde van Vlaanderen
- Léon Weustenraad (1925-1993), burgemeester van Schaarbeek